# 野賀天神社 (掛川市)
野賀天神社（のがてんじんじゃ）は静岡県掛川市にある神社。

## 由緒
建暦2年（1211年）北野天満宮より勧請した。天正12年（1584年）横須賀城主・大須賀康高の帰依により社殿を再建したと言い伝えられている。其の後の歴代城主も当社祭神を厚く信仰した。
大正10年（1921年）、楠森社と若宮社を境内に配祀したが、其の後、楠森社霊のお告げがあったとして元地（野賀駅跡）に移し祀った。